# Mon Pasong
Mon Pasong is een bestuurslaag in het regentschap Aceh Barat van de provincie Atjeh, Indonesië. Mon Pasong telt 486 inwoners (volkstelling 2010).